# Мокриці (родина)
Мокри́ці (Oniscidae)  — родина ракоподібних, що включає серед інших і такий поширений вид як підвальна мокриця (Oniscus asellus). Ця родина має шість родів: Oniscus, Oroniscus, Phalloniscus, Rabdoniscus, Rodoniscus і Sardoniscus, за іншими джерелами вона включає ще 8 родів - Cerberoides, Diacara, Exalloniscus, Hanoniscus, Hiatoniscus, Hora, Krantzia і Tasmanoniscus.